# Теорема Рауса
Теорема Рауса определяет отношение между площадями заданного треугольника и треугольника, образованного тремя попарно пересекающимися чевианами. Теорема утверждает, что если в треугольнике {\displaystyle ABC} точки {\displaystyle D}, {\displaystyle E} и {\displaystyle F} лежат на сторонах {\displaystyle BC}, {\displaystyle CA} и {\displaystyle AB} соответственно, то, обозначив {\displaystyle {\tfrac {CD}{BD}}}{\displaystyle =x}, {\displaystyle {\tfrac {AE}{CE}}}{\displaystyle =y} и {\displaystyle {\tfrac {BF}{AF}}}{\displaystyle =z}, ориентированная площадь треугольника, образованного чевианами {\displaystyle AD}, {\displaystyle BE} и {\displaystyle CF} по отношению к площади треугольника {\displaystyle ABC} выражается соотношением
{\displaystyle {\frac {(xyz-1)^{2}}{(xy+y+1)(yz+z+1)(zx+x+1)}}}
Теорема была доказана Э. Дж. Раусом на 82 странице его Treatise on Analytical Statics with Numerous Examples в 1896 году. В частном случае, {\displaystyle x=y=z=2} теорема представляет собой известную теорему об one-seventh area triangle. В случае {\displaystyle x=y=z=1} медианы пересекаются в центроиде.

## Доказательство
Положим площадь треугольника {\displaystyle ABC} равной {\displaystyle 1}. Для треугольника {\displaystyle ABD} и линии {\displaystyle FRC}, используя теорему Менелая, получим:
{\displaystyle {\frac {AF}{FB}}\times {\frac {BC}{CD}}\times {\frac {DR}{RA}}=1}
Тогда {\displaystyle {\frac {DR}{RA}}={\frac {BF}{FA}}\times {\frac {DC}{CB}}={\frac {zx}{x+1}}}
Поэтому площадь треугольника {\displaystyle ARC} равна
{\displaystyle S_{ARC}={\frac {AR}{AD}}S_{ADC}={\frac {AR}{AD}}\times {\frac {DC}{BC}}S_{ABC}={\frac {x}{zx+x+1}}}
Аналогично, получаем: {\displaystyle S_{BPA}={\frac {y}{xy+y+1}}} и {\displaystyle S_{CQB}={\frac {z}{yz+z+1}}}
Таким образом, площадь треугольника {\displaystyle PQR} равна:
{\displaystyle \displaystyle S_{PQR}=S_{ABC}-S_{ARC}-S_{BPA}-S_{CQB}}
{\displaystyle =1-{\frac {x}{zx+x+1}}-{\frac {y}{xy+y+1}}-{\frac {z}{yz+z+1}}}
{\displaystyle ={\frac {(xyz-1)^{2}}{(xz+x+1)(yx+y+1)(zy+z+1)}}.}